# غار دراشگفت
غار دراشگفت مربوط به دوران پارینه سنگی جدید و فراپارینه سنگی است و در شهرستان خرم‌آباد، بخش پاپی، دهستان سپیددشت، ۱۰۰۰ متری شرق روستای دراشگفت واقع شده و این اثر در تاریخ ۸ بهمن ۱۳۸۵ با شمارهٔ ثبت ۱۷۰۰۴ به عنوان یکی از آثار ملی ایران به ثبت رسیده است.